# Карим Масимов
Карим Кажимканович Масимов (на казахски: Кәрім Қажымқанұлы Мәсімов; на руски: Кари́м Кажимка́нович Маси́мов) е казахстански политик, 2 пъти министър-председател.
Той е министър-председател на Казахстан от 10 януари 2007 г. до 24 септември 2012 г. и отново от 29 април 2014 до 8 септември 2016 г. След това е на назначен за председател на Комитета за национална сигурност. Ръководител е на администрацията на президента на Казахстан (2012 – 2014), има звание генерал-майор от националната сигурност.
Преди това е вицепремиер от 19 януари 2006 г. до 9 януари 2007 година, министър на икономиката и бюджетното планиране и министър на транспорта и комуникациите през 2001 г.

## Биография
Роден е в Целиноград, днешна Астана, на 15 юни 1965 г. Завършва Републиканската физико-математическа школа-интернат в Алма Ата (1982), Руския университет на дружбата на народите „Патрис Лумумба“ в Москва (арабски език) през 1988 г., после учи в Казахския икономически университет „Т. Рискулов“ и Казахската държавна академия по управление (КазГАУ). Изучава китайски език в Пекинския езиков институт (1988 – 1989), стажува в Уханския юридически университет (1989 – 1991) и в Колумбийския университет (САЩ).
Завършва аспирантура в КазГАУ (1998) и докторантура в Московската държавна технологическа академия (1999), като защитава дисертации за съответните научни степени.
Масимов говори казахски, руски, китайски, английски и арабски. Смята се, че има връзки в Кремъл. Според в-к „Правда“ обществото смята Масимов за „една от най-влиятелните фигури в обкръжението на президента“.
Президентът Назърбаев номинира Масимов за наследник на Даниял Ахметов като министър-председател на 9 януари 2007 г. Ахметов подава оставка на 8 януари без обяснение. Анализатори твърдят, че оставката му се дължи на критиките на президента към неговия административен контрол върху икономиката.
Партията Нур Отан подкрепя кандудатурата на Масимов и парламентът приема кандидатурата му на 10 януари – гласува с голямо мнозинство в полза на кандидатурата на Масимов с 37 от 39 сенатори и 66 от 77 депутати. Ахметов става министър на отбраната на мястото на Мухтар Алтънбаев.
На 24 септември 2012 г. премиерството му приключва, след като президентът Назарбаев го назаначава за началник на щаба на президентската канцелария. Според Ройтерс преназначаването има за цел да се регулира баланса на силите между фракциите в правителството.

## Управление
Китай
Смятан е за експерт по Китай. В последните години Китай става важен стратегически партньр на Казахстан и двете страни имат близко сътрудничество по разработване на енергийните ресурси на Казахстан. Посещава Пекин заедно с министри от правителството си – на финансите Наталия Коржова, на транспорта Серик Ахметов, на енергетиката и минералните ресурси Бактикожа Измухамбетов, на 16 и 17 ноември 2006 г.
Масимов съпредседателства третата среща на Китайско-казахстанския комитет за сътрудничество заедно с китайския вицепремиер У И, на която се подписват няколко споразумения между правителствени агенции на двете страни. По-късно Масимов се среща с китайския министър-председател Уън Дзябао. Междувременно казахстанският президент Нурсултан Назарбаев се среща в Астана със секретаря на комитета на Китайската комунистическа партия в Пекин Лиу Ки. Секретарят казва: „Много ми е приятно да посетя вашата прекрасна страна по покана на партия Отан. Целта на визитата ми е да задълбочим сътрудничеството и взаимното разбиране между нашите страни.“
Иран
На 28 март 2002 година в статия на вестник „Известия“ Масимов обявява, че правителството на Казахстапланира да повиши износа на пшеница към Иран от 100 000 до 2 000 000 тона.
Израел
Масимов и израелският вицепремиер Шимон Перес обявяват от Йерусалим на 29 октомври 2006 година, че държавният Национален фонд за иновации на Казахстан ще инвестира в проекта „Долина на мира“ и други проекти в Близкия изток. Масимов казва: „Дойдох в Израел с ясно послание от президента до народа на Цион, което гласи, че Казахстан е умерена мюсюлмаска страна, която желае да се обвърже с Близкия изток. Казахстан възнамерява да изгради политически и икономически връзки с Израел и неговите съседи“. Масимов споменава канала в Мъртво море и изразява желание за изграждане на свободни икономически зони. Вицепремиерът Шимон Перес и Масимов се споразумяват за създаване на училища по селско стопанство в двете страни.
Масимов се среща и с израелския премиер Ехуд Олмерт, който похвалва Казахстан, че показва „красивото лице на исляма. Съвременният, постоянно развиващ се Казахстан е перфектният пример за икономическо развитие и междуетническо разбирателство, който трябва да бъде следван от повече мюсюлмански страни.“
На 7 ноември 2006 г. вестник Middle East Times съобщава, че по-рано през седмицата Масимов показва интерес към инфраструктурния проект за коридор между Турция и Израел и към закупуването на нефтената рафинерия в Хайфа, която израелското правителство възнамерява да приватизира през 2007 година.
Недвижими имоти
На 2 ноември 2006 година, след молба на президента Назарбаев и премиера Масимов за удължаване на крайния срок за регистриране на недвижимото имущество, парламентът гласува отлагане на крайния срок от 30 декември 2006 до 1 април 2007 г.

## Друга дейност
Карим Масимов активно се занимава със спорт: алпийски ски и ски бягане, скално катерене, алпинизъм и голф. Той е функционер в спортни федерации, поддържайки развитието на тайския бокс (муай-тай) в страната и на международната арена:
- президент на Федерацията по муай-тай на Казахстан
- вицепрезидент на Световния съвет по муай-тай (WMC),
- президент на Азиатската федерация по любителски муай-тай (FAMA)[20]
- вицепрезидент на Международната федерация по любителски муай-тай (IFMA)[21]

Той е председател на Надзорния съвет на Казахстанското национално географско дружество.